# Omar Johnson
Omar Johnson (25 novembre 1988) è un velocista giamaicano.

## Palmarès
| Anno | Manifestazione          | Sede    | Evento      | Risultato  | Prestazione | Note |
| ---- | ----------------------- | ------- | ----------- | ---------- | ----------- | ---- |
| 2013 | Campionati CAC          | Morelia | 400 m piani | Argento    | 45"67       |      |
| 2013 | Campionati CAC          | Morelia | 4×400 m     | 5º         | 3'03"69     |      |
| 2013 | Mondiali                | Mosca   | 400 m piani | Semifinale | 45"89       |      |
| 2013 | Mondiali                | Mosca   | 4×400 m     | Argento    | 2'59"88     |      |
| 2014 | World Relays            | Nassau  | 4×400 m     | 8º         | 3'10"23     |      |
| 2014 | Giochi del Commonwealth | Glasgow | 4×400 m     | 4º         | 3'02"17     |      |